# Saint-Blaise, Haute-Savoie
Saint-Blaise là một xã trong tỉnh Haute-Savoie thuộc vùng Auvergne-Rhône-Alpes đông nam Pháp.